# La Independencia (Ocozocoautla)
La Independencia es una localidad del estado mexicano de Chiapas. Es parte del municipio de Ocozocoautla de Espinosa.

## Demografía
| Gráfica de evolución demográfica |
|                                  |

| Censo | Población |
| ----- | --------- |
| 1990  | 666       |
| 2000  | 893       |
| 2010  | 1 178     |
| 2020  | 1 455     |